# Лінійний фільтр
Ліні́йний фільтр — динамічна система, яка застосовує якийсь лінійний оператор до вхідного сигналу для виділення, або відкидання певних частот сигналу та інших функцій по обробці вхідного сигналу. Лінійні фільтри широко застосовуються в електроніці, цифровій обробці сигналів і зображень, в оптиці, теорії управління та інших областях.
Найчастіше вони використовуються для того, щоб прибрати небажані частоти вхідного сигналу, або для того щоб виділити потрібну смугу частот у сигналі. Існує велика кількість різних типів і модифікацій лінійних фільтрів, у статті описані найпоширеніші.
Незважаючи на природу фільтра — механічну, оптичну, електронну, програмну або електричну, а також на частотний діапазон, в якому вони працюють, математична теорія лінійних фільтрів універсальна і може бути застосована до будь-якого з них.

## Класифікація за передавальною функцією

### Імпульсна перехідна функція
Лінійні фільтри поділяються на два великих класи за імпульсною перехідною функцією: фільтр з нескінченною імпульсною характеристикою (НІХ-фільтри) і фільтр зі скінченною імпульсною характеристикою (СІХ-фільтри). До недавнього часу практичне використання мали тільки аналогові НІХ-фільтри, однак з розвитком цифрової техніки СІХ-фільтри стали застосовуватися повсюдно.

### Частотні характеристики
По виду частотної характеристики фільтри підрозділяються на:
- Фільтр низьких частот — пропускає низькі частоти сигналу.
- Фільтр високих частот — пропускає високі частоти сигналу.
- Смуговий фільтр — пропускає обмежену смугу частот сигналу.
- Режекторний фільтр пропускає всі частоти, крім певної смуги.
- Фазовий фільтр пропускає всі частоти сигналу, але змінює його фазу.

Смугові та режекторні фільтри можуть бути сконструйовані шляхом послідовного з'єднання фільтрів низьких і високих частот.

## Проектування фільтрів
Лінійні фільтри всіх видів можуть бути однозначно описані за допомогою їх амплітудної і фазо-частотної характеристик, або імпульсної характеристики. З математичної точки зору безперервні НІХ-фільтри описуються лінійними диференціальними рівняннями, а їх імпульсні характеристики — функції Гріна для цих рівнянь. Безперервні фільтри також можуть бути описані за допомогою перетворення Лапласа імпульсної характеристики (у разі дискретних фільтрів використовується Z-перетворення).
Для проектування фільтрів широко застосовуються графічні способи, наприклад, за допомогою діаграм Боде або Найквіста, а також проектування на комплексній площині, шляхом розміщення нулів і полюсів передавальної функції фільтра.
Існує ряд різних типів фільтрів по виду частотної характеристики, що забезпечують якісне виконання тих чи інших завдань.
Найпоширеніші типи НІХ-фільтрів:
- Фільтр Бесселя
- Фільтр Баттерворта
- Фільтр Чебишова
- Еліптичний фільтр

СІХ-фільтри можуть бути створені за допомогою згортки сигналу з імпульсною характеристикою фільтра.